# Warren Christopher
Warren Christopher celým jménem Warren Minor Christopher (27. října 1925 Scranton, Severní Dakota, USA – 18. března 2011 Los Angeles, Kalifornie, USA) byl americký demokratický politik. Studoval na University of Redlands a Univerzitě Jižní Kalifornie. Následně sloužil v Armádě Spojených států amerických. V letech 1993–1997 zastával funkci ministra zahraničních věcí ve vládě Billa Clintona.